# Gorno Krusje (Reszen)
Gorno Krusje (macedónul: Горно Крушје) település Észak-Macedóniában, a Pelagonijai körzet Reszeni járásában.

## Népesség
| Lakosok száma | 579  | 531  | 414  | 281  | 215  | 137  | 123  | 107  | 55   |
|               | 1948 | 1953 | 1961 | 1971 | 1981 | 1991 | 1994 | 2002 | 2021 |

- 2002-ben 107 lakosa volt, akik mindannyian macedónok.